# Taimi Castellanos Estrada
Taimi Castellanos Estrada (28 de noviembre de 1986) es una deportista cubana que compitió en taekwondo. Ganó una medalla de plata en el Campeonato Mundial de Taekwondo de 2009, y una medalla de bronce en los Juegos Panamericanos de 2011.

## Palmarés internacional
| Campeonato Mundial   | Campeonato Mundial     | Campeonato Mundial | Campeonato Mundial |
| Año                  | Lugar                  | Medalla            | Categoría          |
| -------------------- | ---------------------- | ------------------ | ------------------ |
| 2009                 | Copenhague (Dinamarca) | Medalla de plata   | –67 kg             |
| Juegos Panamericanos |                        |                    |                    |
| Año                  | Lugar                  | Medalla            | Categoría          |
| 2011                 | Guadalajara (México)   | Medalla de bronce  | –67 kg             |